# Caecilia pressula
Caecilia pressula là một loài lưỡng cư thuộc họ Caeciliidae.
Loài này có ở Guyana và có thể cả Brasil.
Môi trường sống tự nhiên của chúng là rừng ẩm vùng đất thấp nhiệt đới hoặc cận nhiệt đới and.